# バレーボールボリビア男子代表
バレーボールボリビア男子代表は、バレーボールの国際大会で編成されるボリビアの男子バレーボールナショナルチームである。

## 歴史
1966年に国際バレーボール連盟へ加盟。第9回大会の1971年南米選手権でボリビア女子代表とともに初出場を果たした。南米選手権には4回出場しているが、1999年の第23回大会を最後に出場が途絶えている。2010年世界選手権大陸予選もグループ最下位で敗退した。

## 過去の成績

### オリンピックの成績
- 出場なし

### 世界選手権の成績
- 2010年 - 南米予選敗退

### 南米選手権の成績
- 1971年 - 8位
- 1977年 - 6位
- 1995年 - 6位
- 1999年 - 9位